# 14075 Кенвіл
14075 Кенвіл (14075 Kenwill) — астероїд головного поясу, відкритий 18 липня 1996 року.
Тіссеранів параметр щодо Юпітера — 3,195.